# Dekanat Sławno
Dekanat Sławno – jeden z 24 dekanatów diecezji koszalińsko-kołobrzeska w metropolii szczecińsko-kamieńskiej. 
W skład dekanatu wchodzą następujące parafie:
- Malechowo, parafia pw. MB Gromnicznej
  - kościół filialny: Rzyszczewo
- Ostrowiec, parafia pw. Podwyższenia Krzyża Świętego
  - kościół filialny:
    1. Krąg
    2. Podgórki
    3. Smardzewo
- Sieciemin, parafia pw. NSPJ
  - kościół filialny:
    1. Dąbrowa
    2. Karnieszewice
- Sławno, parafia pw. św. Antoniego Padewskiego
  - kościół filialny: Kwasowo
- Sławno, parafia pw. Wniebowzięcia NMP
- Sławsko, parafia pw. św. Piotra i Pawła Ap.
  - kościół filialny:
    1. Pieszcz
    2. Radosław
    3. Staniewice
- Słonowice, parafia pw. św. Stanisława Kostki
  - kościół filialny: Tychowo
- Sulechówko, parafia pw. św. Andrzeja Boboli
  - kościół filialny:
    1. Niemica
    2. Sierakowo Sławieńskie
- Warszkowo, parafia pw. NMP Królowej Polski
  - kościół filialny: Wrześnica
- Żukowo, parafia pw. Przemienienia Pańskiego